# Arkansas (reka)
Arkansas (izvirno angleško Arkansas River) je četrta najdaljša reka v ZDA, ki teče po ozemlju Kolorada, Kansasa, Oklahome in Arkansasa. Je eden največjih pritokov reke Misisipi. 
Sama reka je dolga 2.334 km in njeno porečje zajema 505.000 km².